# Андре ле Нотр
Андре ле Нотр (фр. André Le Nôtre; Париз, 12. март 1613 — Париз, 15. септембар 1700) је био истакнути француски пејзажни архитекта. Као главни архитекта вртова Луја XIV, конципирао је стил француских барокних геометријски уређених вртова (Le Jardin à la Française) који је имао велики утицај на уређење европских паркова.